# Vasco Bergamaschi
Vasco Bergamaschi (San Giacomo delle Segnate, 29 settembre 1909 – Sermide, 24 settembre 1979) è stato un ciclista su strada e dirigente sportivo italiano, vincitore del Giro d'Italia 1935.

## Carriera
Soprannominato Singapore per il taglio orientale degli occhi, tra i dilettanti nel 1928 con l'U.C. Nicolò Biondo di Carpi fu campione italiano nella prova della cronometro a squadre con Bruno Catellani, Renato Scorticati e Aniceto Tirelli; nel 1930 vinse quindi la prestigiosa Coppa del Re a Milano e il Giro d'Ungheria a tappe.
Indipendente e professionista dal 1930 al 1943, fu attivo nel periodo compreso tra il declino di Alfredo Binda e dell'altro mantovano Learco Guerra (del quale fu spesso prezioso gregario) e l'ascesa di Gino Bartali. Tesserato dal 1932 al 1936 con la Maino, la squadra di Guerra, ottenne le prime vittorie nel 1935, quando riuscì ad aggiudicarsi la classifica finale del Giro d'Italia vincendo anche due frazioni, a Cremona e Firenze, e vestendo per quattordici volte la maglia rosa. Nello stesso anno conquistò anche una tappa al Tour de France (da cui poi si ritirò, subendo una squalifica di un mese per il "disonore") e il Giro del Veneto.
Passato alla Bianchi nel 1937, nel 1939 vinse la prima tappa del Giro d'Italia, a Torino, vestendo nuovamente per un giorno la maglia rosa; nella stagione seguente fece sua la Milano-Modena. Nel biennio di guerra 1942-1943 gareggiò quindi con i colori della Milizia Contraerea di Roma.

## Dopo il ritiro
Dopo il ritiro dall'attività agonistica aprì un'attività di meccanico e venditore di biciclette a Sermide, cittadina d'origine della moglie. Rimase comunque a frequentare gli ambienti sportivi assumendo la presidenza del Sermide Calcio una prima volta dal 1946 al 1952, e di nuovo dal 1969 al 1971, in seguito alla rifondazione come società polisportiva.

## Palmarès
- 1930 (U.C. Nicolò Biondo)

Coppa del Re
Classifica finale Giro d'Ungheria
Coppa Collecchio
La 100 giri di Salsomaggiore Terme
- 1935 (Maino, cinque vittorie)

1ª tappa Giro d'Italia (Milano > Cremona)
12ª tappa Giro d'Italia (Roma > Firenze)
Classifica generale Giro d'Italia
13ª tappa, 1ª semitappa Tour de France (Marsiglia > Nîmes)
Giro del Veneto
- 1937 (Bianchi, una vittoria)[2]

Coppa Buttafuochi
- 1939 (Bianchi, due vittorie)[2]

Coppa Federale - Pisa
1ª tappa Giro d'Italia (Milano > Torino)
- 1940 (Bianchi, una vittoria)

Milano-Modena
- 1941 (Bianchi, una vittoria)[2]

tappa Staffetta del Ventennale

### Altri successi
- 1928 (dilettanti)[2]

Campionati italiani, Cronosquadre
- 1935 (Maino)[2]

Criterium di Bressana Bottarone
- 1937 (Bianchi)[2]

Circuito di Novi Ligure

## Piazzamenti

### Grandi Giri
- Giro d'Italia

1932: 36º
1933: ritirato
1934: ritirato
1935: vincitore
1936: 8º
1937: 18º
1939: 23º
1940: ritirato
- Tour de France

1933: 39º
1934: ritirato (7ª tappa)
1935: ritirato (15ª tappa)
1938: 33º

### Classiche monumento
- Milano-Sanremo

1932: 46º
1935: 17º
1936: 13º
1937: 35º
1940: 13º
1942: 28º
- Giro di Lombardia

1933: 33º
1934: 13º
1935: 17º
1936: 21º
1941: 10º
1942: 7º

### Competizioni mondiali
- Campionati del mondo

Lipsia 1934 - In linea Professionisti: 15º